# Division 1 Féminine 2004/05
Die Saison 2004/05 der Division 1 Féminine war die 31. Ausspielung der französischen Frauenfußballmeisterschaft seit der offiziellen Anerkennung des Frauenfußballs durch die FFF, den Fußballverband Frankreichs, im Jahr 1970 und der ersten Austragung in der Saison 1974/75. Die Division 1 Féminine genannte Spielklasse wurde im reinen Ligamodus in einer aus einer einzigen Gruppe bestehenden, zwölf Teams umfassenden, landesweiten höchsten Liga ausgetragen.
Vorjahresgewinner waren die Frauen des HSC Montpellier, die die Meisterschaft verteidigen konnten und damit ihren zweiten Titel gewannen.
Die Fußballspielerinnen der D1F waren keine reinen Amateure mehr; vielmehr durften die Klubs sie für die Ausübung ihres Sportes finanziell entlohnen, wenngleich die maximal möglichen Vergütungen im Vergleich zum Männerfußball sehr moderat ausfielen. Dazu gab es einen von der FFF ausgearbeiteten „Bundesvertrag“ (contrat fédéral), der die maximalen Einkommenshöhen ebenso regelte wie andere Rechte und Pflichten von Vereinen und Fußballerinnen.

## Qualifikation und Austragungsmodus
Für die Teilnahmeberechtigung wurde ausschließlich das Abschneiden der Frauschaften in der Vorsaison berücksichtigt; qualifiziert waren die zehn bestplatzierten Teams der Vorsaison sowie zwei Aufsteiger aus der in zwei Gruppen aufgeteilten Division 2 Féminine, die sich in den Play-offs der jeweils beiden Staffel-Ersten und -Zweiten durchgesetzt hatten. Somit starteten folgende zwölf Teilnehmer in diese Saison:
- aus dem Norden und Osten: CNFE Clairefontaine, FCF Hénin-Beaumont, Juvisy FCF, Paris Saint-Germain, Olympique Saint-Memmie, Aufsteiger FC Vendenheim
- aus dem Westen: Aufsteiger FCF Condé-sur-Noireau, ASJ Soyaux, Stade Saint-Brieuc
- aus dem Süden: Titelverteidiger HSC Montpellier, FC Toulouse sowie als weiterer „Neuling“ Olympique Lyon, der den Erstligaplatz des Lokalrivalen und amtierenden Vizemeisters FC Lyon übernehmen durfte, nachdem dessen Frauenfußballabteilung vor Saisonbeginn zu Olympique übergewechselt war.

Die Meisterschaft wurde in einer doppelten Punkterunde ausgespielt, in der jeder Teilnehmer in Heim- und Auswärtsspiel gegen jeden anderen antrat. Es galt die auch im französischen Amateurfußball bis ins 21. Jahrhundert hinein übliche „modifizierte Drei-Punkte-Regel“ mit vier Punkten für einen Sieg, zwei für ein Unentschieden und einem für eine auf dem Spielfeld errungene Niederlage. Bei Punktgleichheit gab zunächst der direkte Vergleich und anschließend gegebenenfalls die bessere Gesamt-Tordifferenz, falls auch dann noch Gleichheit bestand, die höhere Zahl erzielter Treffer den Ausschlag. Am Ende der Saison mussten die beiden Tabellenletzten absteigen und wurden für die kommende Spielzeit durch zwei Aufsteiger aus der zweiten Division ersetzt.
Die 1999/2000 eingeführte „Meisterrunde“, in der die vier nach Abschluss der regulären Saison bestplatzierten Frauschaften den endgültigen Titelgewinner ausgespielt hatten, war zu dieser Spielzeit wieder abgeschafft worden.

## Ergebnisse, Tabelle und Saisonverlauf
|                        | CNF Cla | FCF Con | FCF H-B | FCF Juv | Oly Lyo | HSC Mon | SG Par | Sta StB | Oly StM | ASJ Soy | FC Tou | FC Ven |
| CNFE Clairefontaine    |         | 1:0     | 3:1     | 0:0     | 5:1     | 0:4     | 2:2    | 5:2     | 1:0     | 0:2     | 1:1    | 1:2    |
| FCF Condé-sur-Noireau  | 0:4     |         | 1:1     | 0:2     | 0:4     | 0:9     | 3:1    | 1:1     | 1:1     | 2:3     | 0:3    | 1:2    |
| FCF Hénin-Beaumont     | 0:2     | 4:1     |         | 3:4     | 1:2     | 0:1     | 1:0    | 4:0     | 5:1     | 2:4     | 2:2    | 1:2    |
| Juvisy FCF             | 4:2     | 1:0     | 5:1     |         | 1:0     | 1:1     | 1:0    | 7:0     | 9:1     | 4:1     | 6:1    | 7:2    |
| Olympique Lyon         | 0:1     | 3:0     | 6:0     | 3:0     |         | 0:4     | 2:0    | 5:1     | 3:1     | 2:1     | 1:1    | 1:1    |
| HSC Montpellier        | 2:1     | 0:0     | 3:1     | 1:1     | 1:0     |         | 2:0    | 7:1     | 5:0     | 2:0     | 1:0    | 4:2    |
| Paris Saint-Germain FC | 0:4     | 1:1     | 1:3     | 0:4     | 0:3     | 1:6     |        | 3:2     | 1:1     | 1:3     | 1:2    | 0:0    |
| Stade Saint-Brieuc     | 0:5     | 1:0     | 2:3     | 0:3     | 0:5     | 0:1     | 3:3    |         | 1:1     | 0:3     | 1:6    | 1:3    |
| Olympique Saint-Memmie | 2:1     | 3:0     | 1:4     | 0:6     | 0:2     | 0:3     | 2:3    | 3:6     |         | 1:3     | 1:2    | 4:1    |
| ASJ Soyaux             | 1:1     | 3:1     | 5:1     | 0:6     | 0:1     | 1:2     | 1:0    | 3:0     | 0:1     |         | 1:0    | 3:0    |
| FC Toulouse            | 2:0     | 5:1     | 0:2     | 0:3     | 2:4     | 0:4     | 4:3    | 2:0     | 4:0     | 4:0     |        | 0:0    |
| FC Vendenheim          | 1:0     | 3:0     | 0:2     | 0:3     | 0:2     | 0:5     | 0:3    | 2:3     | 0:0     | 2:2     | 0:3    |        |

| Pl. | Frauschaft           | Sp | G  | U | V  | Tore  | Diff. | Pkte. |
| --- | -------------------- | -- | -- | - | -- | ----- | ----- | ----- |
| 1.  | HSC Montpellier (TV) | 22 | 19 | 3 | 0  | 68:09 |       | 82    |
| 2.  | Juvisy FCF           | 22 | 18 | 3 | 1  | 78:16 |       | 79    |
| 3.  | Olympique Lyon       | 22 | 15 | 2 | 5  | 50:20 |       | 69    |
| 4.  | ASJ Soyaux           | 22 | 12 | 2 | 8  | 40:33 |       | 60    |
| 5.  | FC Toulouse          | 22 | 11 | 4 | 7  | 44:32 |       | 59    |
| 6.  | CNFE Clairefontaine  | 22 | 10 | 4 | 8  | 40:27 |       | 56    |
| 7.  | FCF Hénin-Beaumont   | 22 | 9  | 2 | 11 | 42:46 |       | 51    |
| 8.  | FC Vendenheim (N)    | 22 | 6  | 5 | 11 | 23:46 |       | 45    |
| 9.  | Olymp. Saint-Memmie  | 22 | 4  | 4 | 14 | 24:61 |       | 38    |
| 10. | Paris Saint-Germain  | 22 | 3  | 5 | 14 | 24:50 |       | 36    |
| 11. | Stade Saint-Brieuc   | 22 | 3  | 3 | 16 | 25:75 |       | 34    |
| 12. | FCF Condé-sur-N. (N) | 22 | 1  | 5 | 16 | 13:56 |       | 30    |

Juvisy und Montpellier lieferten sich ein Kopf-an-Kopf-Rennen, in dem die Spielerinnen aus der Île-de-France leichte Vorteile besaßen, bis sie am 16. Spieltag in Lyon ihre einzige Niederlage hinnehmen mussten. Juvisy gab über die gesamte Saison zuhause nur einen einzigen Punkt ab, Montpellier gelang dieses Kunststück auswärts – wobei die beiden Begegnungen dieser Teams gegeneinander jeweils 1:1 endeten. Letztere gerieten bis zum Saisonende auch vor eigenem Publikum nicht mehr in Gefahr und gewannen schließlich den Meistertitel. Die Verfolger Lyon, Soyaux und Toulouse hatten in diesen Zweikampf zu keinem Zeitpunkt eingreifen können. Im Mittelfeld überraschten die Aufsteigerinnen aus der Nachbarschaft Strasbourgs insbesondere durch ihre Auswärtsstärke; außerhalb des Elsass hatten sie lediglich vier ihrer elf Partien verloren, und am Saisonende konnten sie sich sogar fünf Niederlagen in Serie leisten, ohne dass sie noch in Abstiegsgefahr geraten wären.
Der andere Neuling aus Condé-sur-Noireau war zwar vielversprechend in die Spielzeit gestartet (ein Remis und ein Sieg), hatte danach aber lediglich noch vier Unentschieden erreicht. Spannung gab es aber hinsichtlich der Frage, wer die Normanninnen in die Division 2 würde begleiten müssen. Vor dem Anpfiff des 19. Spieltags waren Saint-Memmie (30 Punkte), Paris und Saint-Brieuc (je 29) nahezu gleichauf, aber nur die beiden Erstgenannten konnten noch eine ihrer letzten vier Partien gewinnen, so dass es die besonders abwehrschwache Elf aus der Bretagne schließlich erwischte. Ersetzt wurden die Absteigerinnen zur folgenden Saison durch USCCO Compiègne und ESOF La Roche aus der zweiten Liga.

## Die Spielerinnen des Meisters
Im Aufgebot von Trainer Daniel Rey standen (Zahl der Punktspieleinsätze in Klammern):
- Tor: Céline Deville (19), Zohra Hanous (3), Delphine Saez (0)
- Abwehr: Stéphanie Grand (19), Audrey Lacaze (22), Laure Lepailleur (22), Emmanuelle Podence (20), Céline Rigal (20)
- Mittelfeld: Camille Abily (22), Sonia Bompastor (18), Agathe Calvié (22), Ludivine Diguelman (22), Virginie Faisandier (22), Angelique Lopes (3), Sarah M’Barek (21)
- Angriff: Sabrina Bellier (2), Hoda Lattaf (22), Sabrina Oumeur (3), Élodie Ramos (22), Angélique Roca (1), Aminata Sissoko (1)

Montpelliers 68 Treffer erzielten: Ramos 17, Lattaf 16, Abily 9, Bompastor, Faisandier je 5, Diguelmann, Podence je 4, Oumeur 2, Calvié, Grand, Lacaze, M’Barek, Rigal je 1; dazu kam ein Eigentor.

## Erfolgreichste Torschützinnen
Die meisten Treffer in dieser Ligasaison erzielten:
| Pl. | Name                       | Team           | Tore |
| --- | -------------------------- | -------------- | ---- |
| 1.  | Marinette Pichon           | Juvisy         | 38   |
| 2.  | Élodie Ramos               | Montpellier    | 17   |
| 3.  | Hoda Lattaf                | Montpellier    | 16   |
| 4.  | Séverine Creuzet-Laplantes | Lyon           | 13   |
|     | Élodie Thomis              | Clairefontaine | 13   |
| 6.  | Laëtitia Tonazzi           | Juvisy         | 12   |
| 7.  | Amandine Henry             | Hénin-Beaumont | 11   |
| 8.  | Ingrid Boyeldieu           | Paris          | 10   |
|     | Déborah Jeannet            | Saint-Memmie   | 10   |
| 10. | Camille Abily              | Montpellier    | 9    |
|     | Lilas Traïkia              | Toulouse       | 9    |
| 12. | Sandrine Brétigny          | Lyon           | 8    |
|     | Amélie Coquet              | Hénin-Beaumont | 8    |
|     | Candie Herbert             | Soyaux         | 8    |
|     | Corine Petit               | Soyaux         | 8    |
|     | Wanda Rozwadowska          | Soyaux         | 8    |